# Northwick Park
Northwick Park è una stazione della metropolitana di Londra situata sulla Linea Metropolitan.
Fa parte della Travelcard Zone 4.
È una stazione per soli treni "locali", ossia per i treni che effettuano fermata in tutte le stazioni; i treni espressi della linea Metropolitan, infatti, non effettuano fermate nelle stazioni tra Wembley Park e Harrow-on-the-Hill).

## Interscambi
La stazione di Kenton si trova a poca distanza da Northwick Park, permettendo l'intercambio con la linea Bakerloo della metropolitana e la linea Watford DC della London Overground.
Nelle vicinanze della stazione effettuano fermata numerose linee automobilistiche urbane, gestite da London Buses.
- Stazione ferroviaria e della metropolitana (Kenton - linea Bakerloo, London Overground)
- Fermata autobus

## Galleria d'immagini

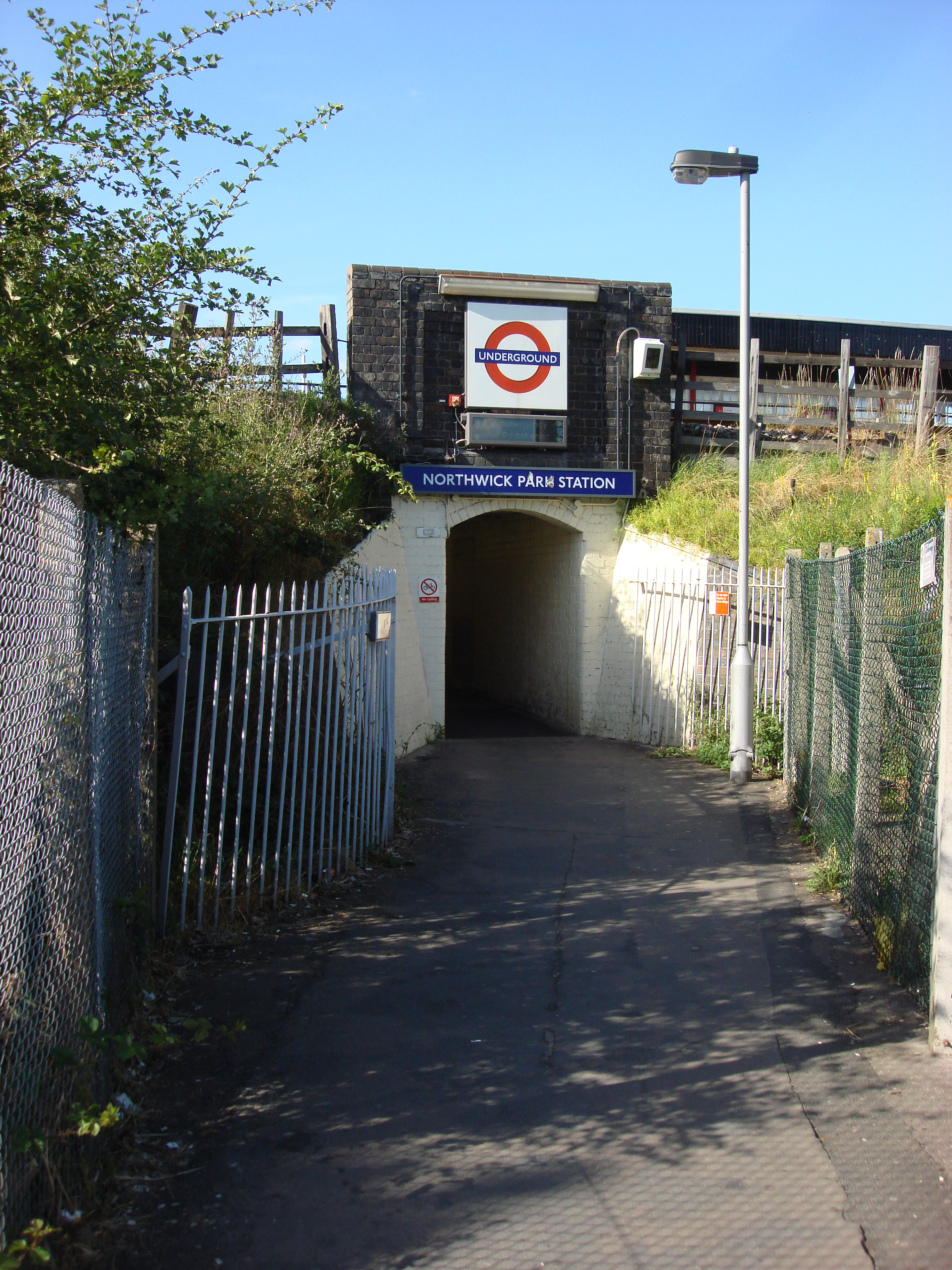
Ingresso sud
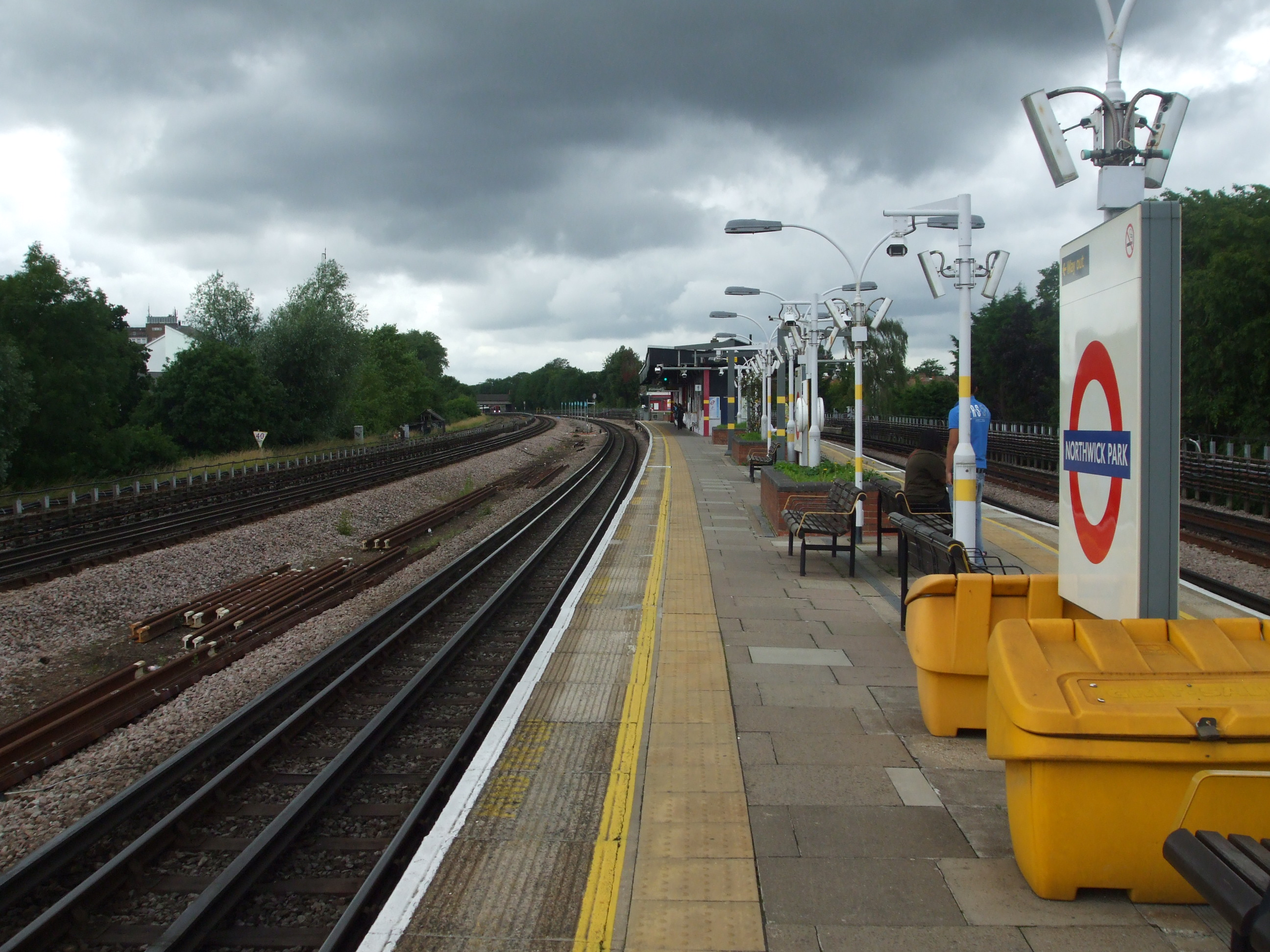
Piattaforma verso nord
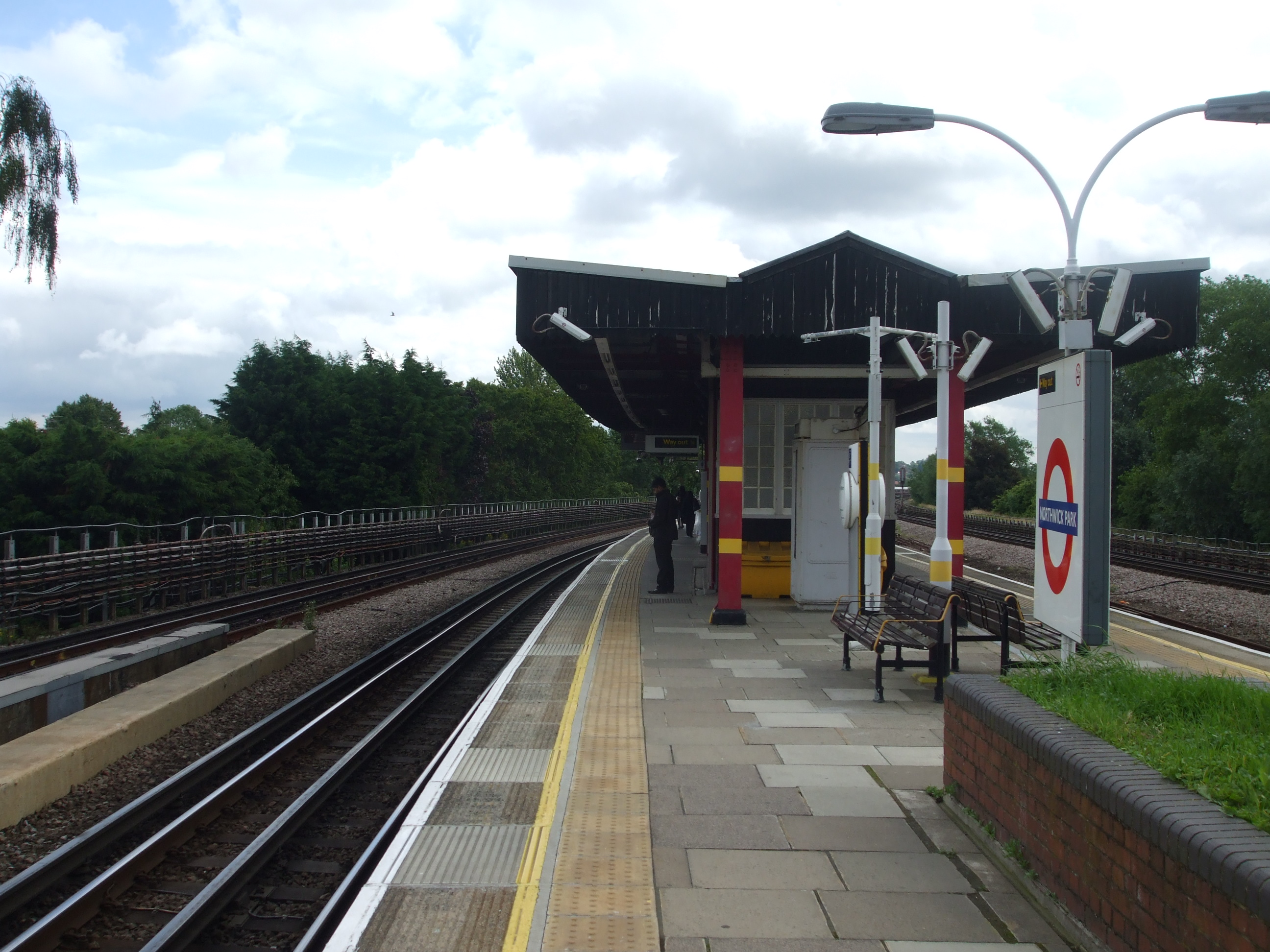
Piattaforma verso sud
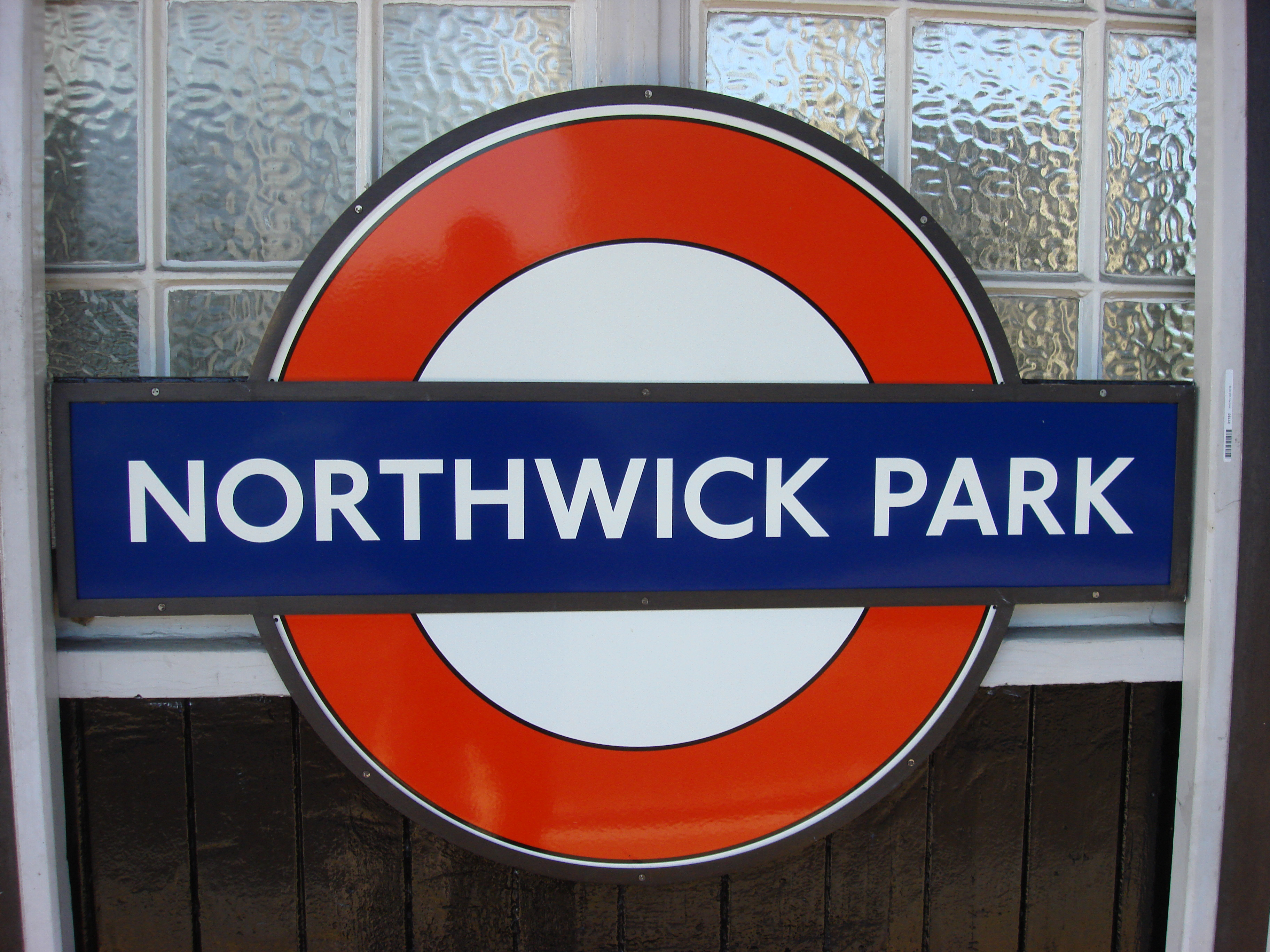
Insegna della stazione